# خباطة
خباطة إحدى قرى مركز قطور التابع لمحافظة الغربية بجمهورية مصر العربية.

## التاريخ
قرية خباطة من القرى القديمة، واسمها الأصلي خبط، وقد وردت باسم منية خباطه في أعمال الغربية ضمن قرى الروك الصلاحي التي أحصاها ابن مماتي في كتاب قوانين الدواوين، كما وردت باسم منية خباطه في أعمال الغربية ضمن قرى الروك الناصري التي أحصاها ابن الجيعان في كتاب «التحفة السنية بأسماء البلاد المصرية». كان اسمها في تربيع سنة 933هـ/1527م الذي أجراه الوالي العثماني سليمان باشا الخادم في عصر السلطان العثماني سليمان القانوني منية خباطه ضمن قرى ولاية الغربية، وفي تاريخ 1228هـ/1813م الذي عدّ قرى مصر بعد المسح الذي قام به محمد علي باشا باسم خباطة ضمن.
وردت القرية ضمن قرى مركز كفر الشيخ في تعداد 1882، ثم ضمن قرى مركز طنطا في تعداد 1897، ثم أصبحت ضمن توابع مركز قطور.

## السكان
بلغ عدد سكان خباطة 8655 نسمة حسب تقدير عام 2018.
| السنة  | 1882 | 1897 | 1907 | 1927 | 1947 | 1960 | 1976 | 1986 | 1996 | 2006  | 2018 |
| ------ | ---- | ---- | ---- | ---- | ---- | ---- | ---- | ---- | ---- | ----- | ---- |
| القرية | 994  | 1672 | 2025 | 2187 | 2639 | 3372 | 2700 | 4870 | 5280 | 6,238 | 8655 |

## الأعلام
- محمد عبد الخالق عضيمة (1910 – 1984) لغوي ونحوي.[15][16]